# 星州黄氏
星州黄氏（ソンジュファンし、성주황씨）は、朝鮮の氏族の一つ。本貫は慶尚北道星州郡である。2015年の調査では171人である。
朝鮮の黄氏は、中国後漢の重臣だった黄洛から始まる。黄洛は、光武帝代の28年に使臣としてベトナムに赴く途中に海上で遭難し新羅に漂着・帰化した。
星州黄氏は、黄洛の子孫で高麗代に上柱国の官職を務めた黄石柱の17代子孫の黄世得が始祖である。
平海黄氏、長水黄氏、昌原黄氏、慶州黄氏、管城黄氏、徳山黄氏、尚州黄氏、紆州黄氏、斉安黄氏、杭州黄氏、黄州黄氏、懐徳黄氏と共に中央黄氏宗親会をなしている。